# Jenni Vartiainen
Jenni Mari Vartiainen (20. března 1983, Kuopio) je finská popová zpěvačka. Známá se stala v roce 2002 díky soutěži Popstars, kde spolu s Susannou Korvalou, Ushmou Karnani a Jonnou Pirinen vyhrála první místo. Společně dívky založily skupinu Gimmel a získaly řadu ocenění. Po rozpadu skupiny v roce 2004 se Jenni Vartiainen vydala na sólovou dráhu. Svůj první singl Tunnoton vydala v roce 2007 a o pár měsíců později i své debutové album Ihmisten edessä, kterého se prodalo přes 65 000 kusů a stalo se platinovým. Její druhé album Seili z roku 2010 zaznamenalo ještě větší úspěch a prodalo se ho přes 130 000 kusů. V letech 2008 a 2011 obdržela devět cen finského ocenění Emma.

## Diskografie

### Alba
- Terra (2013)
- Seili (2010)
- Ihmisten edessä (2007)

### Singly
- En haluu kuolla tänä yönä (2010)
- Mustaa kahvia (2008)
- Toinen (2007)
- Ihmisten edessä (2007)
- Tunnoton (2007)